# Hautes-Pyrénées
Hautes-Pyrénées este un departament din sudul Franței, situat în regiunea Occitania. Este unul dintre departamentele originale ale Franței create în urma Revoluției din 1790. Este numit după Munții Pirinei aflați în partea sudică a departamentului. 

## Localități selectate

### Prefectură
- Tarbes

### Sub-prefecturi
- Argelès-Gazost
- Bagnères-de-Bigorre

### Alte localități
- Lannemezan
- Loudenvielle
- Lourdes

### Stațiuni turistice
- Hautacam

## Diviziuni administrative
- 3 arondismente;
- 34 cantoane;
- 474 comune;